# Křimov
Křimov är en ort i Tjeckien.   Den ligger i regionen Ústí nad Labem, i den nordvästra delen av landet, 90 km nordväst om huvudstaden Prag. Křimov ligger 732 meter över havet och antalet invånare är 189.
Terrängen runt Křimov är kuperad åt sydost, men åt nordväst är den platt. Runt Křimov är det ganska tätbefolkat, med 100 invånare per kvadratkilometer. Närmaste större samhälle är Chomutov, 8,7 km öster om Křimov. I omgivningarna runt Křimov växer i huvudsak blandskog.